# Odlingsmedier

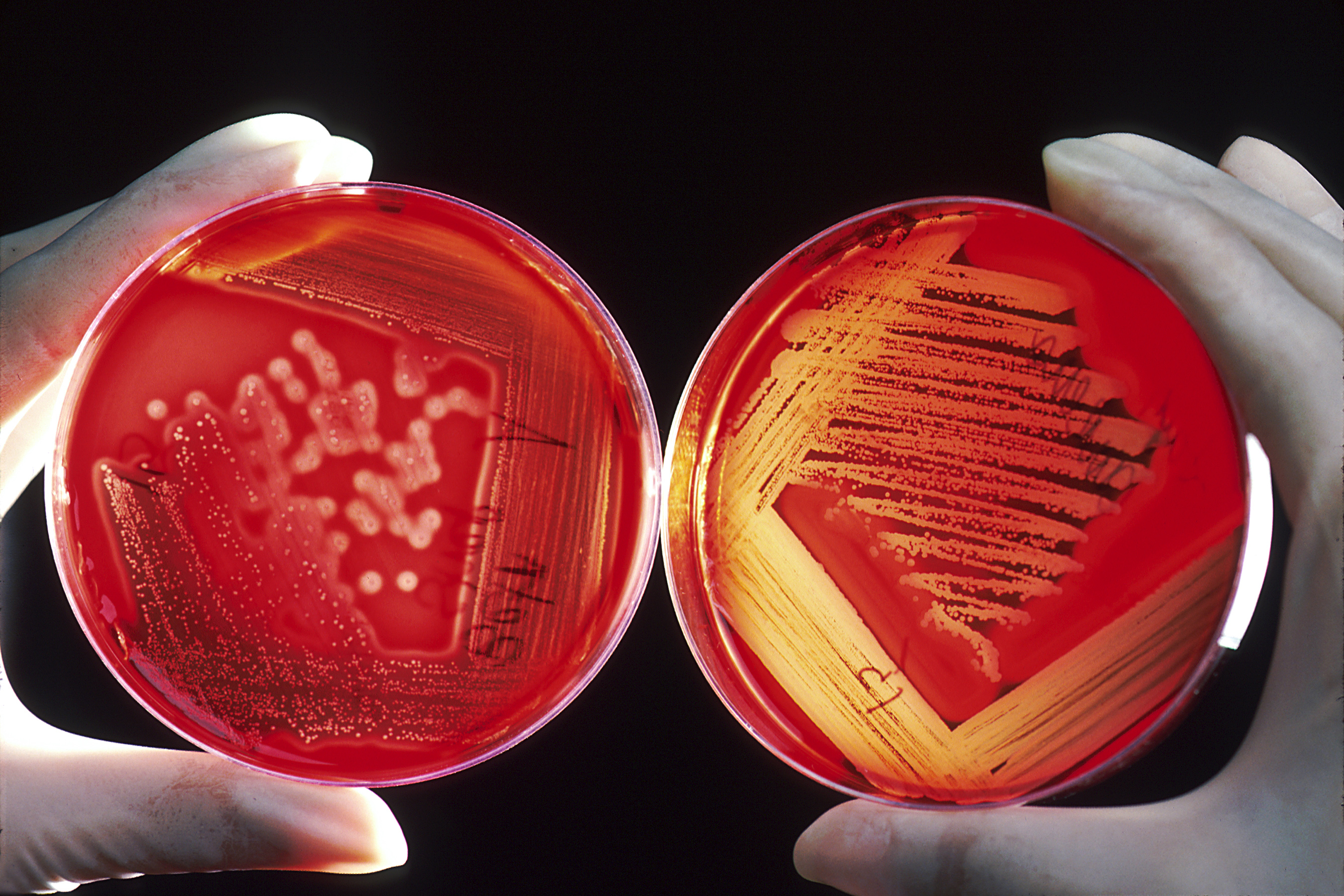
Agarplattor med kolonier.

Odlingsmedier används vid odling av mikroorganismer eller olika typer av celler. Odlingsmedier (även kallade odlingssubstrat eller näringssubstrat), är antingen näringslösningar eller näringsgeler. Odlingsmedier spelar en betydande roll när det gäller Life Science. De används bland annat inom mikrobiologin, som nödvändiga näringskällor och representanter för imitationer av mikroorganismernas samt cellernas naturliga miljöer, vid odling av till exempel bakteriekulturer eller mammalieceller. Olika mikroorganismer är i behov av olika ämnen i varierande mängder för att kunna växa och föröka sig. Detta har resulterat i framkomsten av ett flertal olika odlingsmedier, vart och ett anpassat efter respektive mikroorganisms behov.

## Historia/Upptäckt
Robert Koch (1843-1910) isolerade bakterien Bacillus anthracis. Han var den första som lyckats isolera en patogen organism så att man kunde studera den utanför dess naturliga zon. Eftersom fasta medier ännu inte var uppfunna, använde Koch ett flytande som bestod av antingen biffextrakt eller kammarvätska från oxögon. Han studerade de växande och sporbildande mikroorganismerna med mikroskop på en varm plattform. Tidigare hade man experimenterat med olika typer av substrat, så som koagulerat äggalbumin och bröd, vid odling av bakterier men dessa försvårade observationerna då de medförde grumliga resultat av de koloniala tillväxterna.

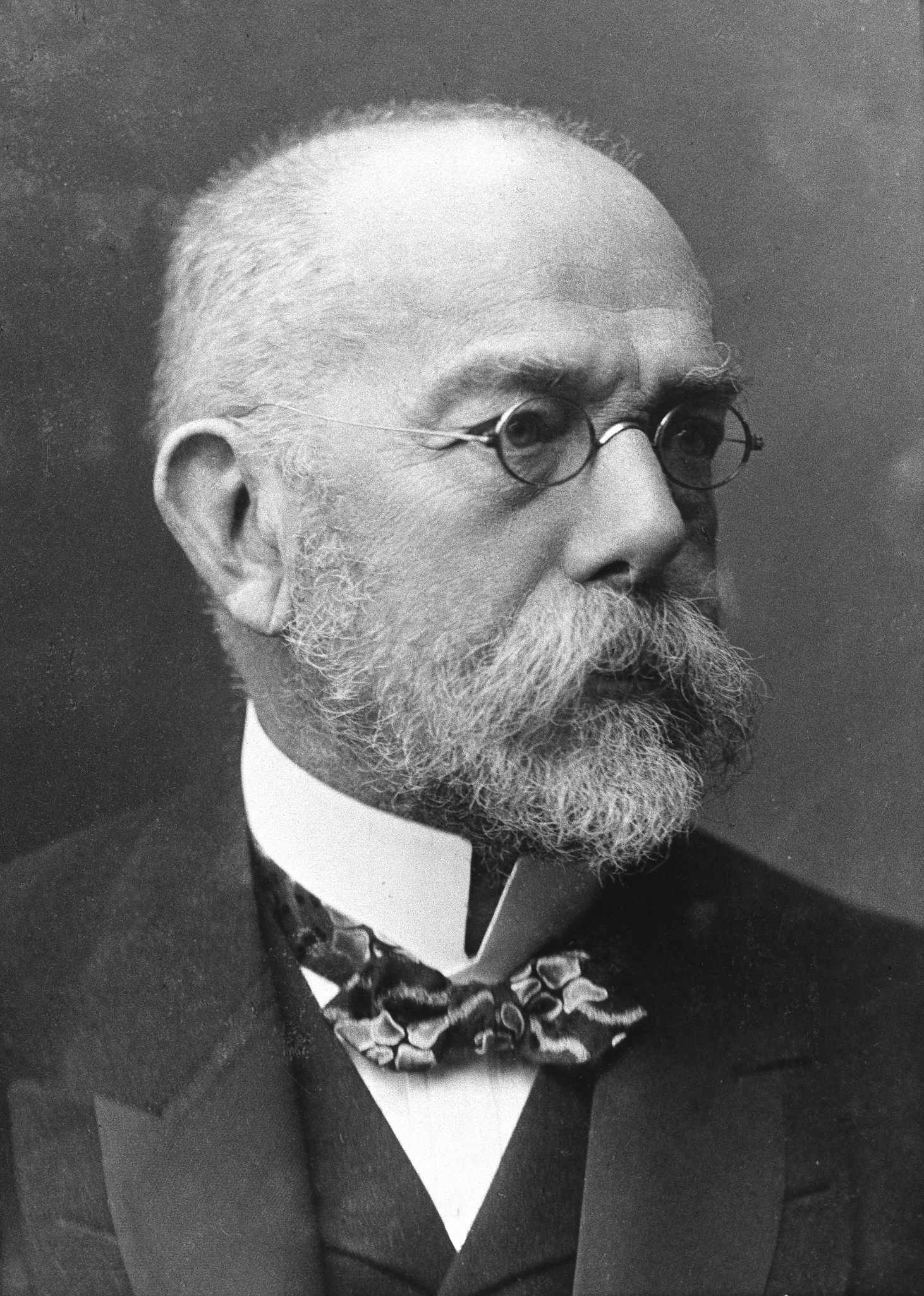
Robert Koch var en bakteriolog som isolerade bakterier och därmed upptäckte att en speciell bakterie orsakar en viss sjukdom.

Koch och Louis Pasteur (1822-1895) anses vara ansvariga för etableringen av vetenskapen inom mikrobiologin i väsentlig grad. Systematiskt lyckades de båda identifiera ursprung samt smittämnen i de vanligaste bakteriella infektionssjukdomarna på 1800-talet. År 1881 presenterade Koch tekniken för att bereda ett fast näringsmedium vid The International Medical Congress i London. Detta nya ”näringsämne gelatin”-medium framställdes genom att gelatin blandades med buljonger. Odlingsmediet var dock inte fullkomligt. För det första producerar de flesta proteolytiska bakterier enzymet gelatinas. Detta enzym gjorde gelatinet flytande. För det andra låg smältningspunkten omkring 25° C, vilket förhindrade möjligheten till inkubation vid 37° C. Senare samma år kom Fanny Hesse (1850-1934) med ett utlåtande att om man använde agar istället för gelatin skulle dessa problem försvinna eftersom agar förblev fast även då det utsattes för högre temperaturer. Detta samt det faktum att agar inte var toxiskt för mikroorganismerna eller cellerna och att odlingarna kunde studeras enkelt, gjorde agar till det ideella näringssubstratet.
Upptäckten av agar var revolutionerande och forskandet tilltog under denna tid. Det var lättare att isolera, inkubera och identifiera de odlade organismerna. Detta ligger praktiskt taget till grund för odling av mikroorganismer. Effektiviseringen inom näringssubstrat inspirerade Richard Petri (1852-1921) att förbättra odlingstekniken. Detta gjorde han genom att år 1887 uppfinna petriskålen. Friedrich Loeffler (1852-1915) tillförde först peptoner till köttbuljonger och sedan även natriumklorid (NaCl). Dessa tillsatser bidrog till ett kraftigare odlingsmedium som gav mikroorganismerna mer näring på ett effektivare sätt, vilket resulterade i optimal tillväxt. I en studie år 1880 visades att peptoner var de mest effektiva på att främja bakterietillväxten. I dagens bakteriologiska odlingsmedier är peptoner som producerats genom proteinhydrolys den viktigaste ingrediensen, precis som Loeffler upptäckte.
Ingredienser till och även färdigkombinerade odlingsmedier började säljas på den mikrobiologiska marknaden av diverse företag. Det såldes även enzymer så som pankreatin, pepsin och trypsin. De kan användas för nedbrytning av djur- samt växtprotein. Så småningom tillämpades nya tekniker för att producera odlingsmedier i form av torrt pulver, som köparen kan bereda på egen hand. Tre företag inom den torkade näringsmediemarknaden är Difco, Oxoid och BBL.

## Olika typer av odlingsmedier

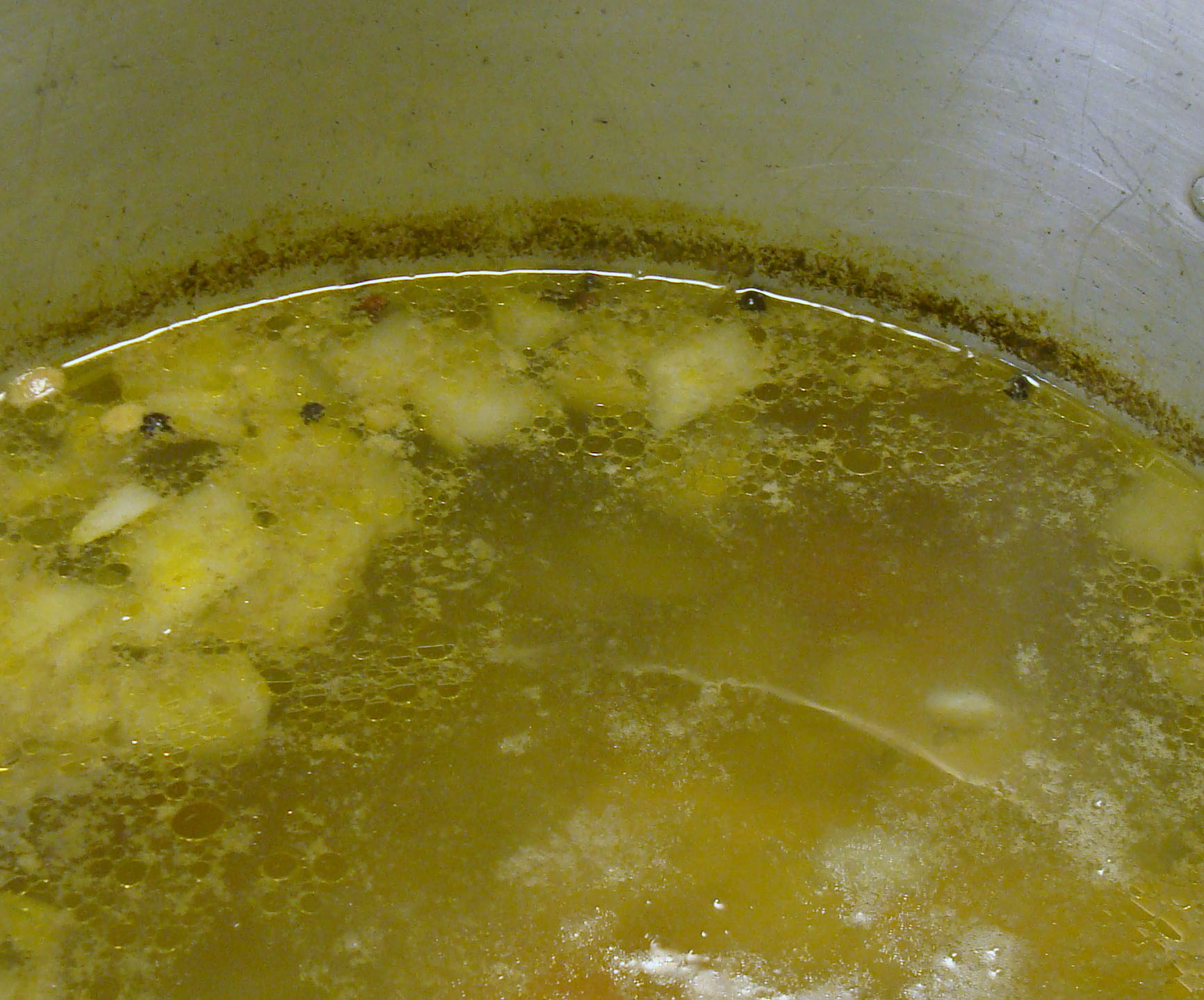
Köttbuljong som näringsmedium för odling av mikroorganismer eller celler.

Näringsmedier delas in i två grupper, vilka utgörs av de komplexa medierna och de syntetiska medierna. I de komplexa är man inte helt säker på hurdana sammansättningarna är. De innehåller för det mesta köttextrakt eftersom detta kan erbjuda stora mängder av aminosyror, vitaminer och mineraler. I syntetiska medier däremot, vet man vilka de exakta kemiska sammansättningarna är. Exempel på komplexa näringssubstrat är Nutrient Agar (NA) och Nutrient Broth (NB).

## Funktion
Då man är i behov att studera mikroorganismer eller mammalieceller, för att i forskningssyfte till exempel bereda nya läkemedel, krävs det att man får tillgång till dessa på ett sätt som möjliggör relativt lätta och snabba observationer. Därför använder man sig av odlingssubstrat för att kunna hantera mikroorganismerna och cellerna på ett behändigt sätt som underlättar analyseringen av de resulterande kulturerna. Odlingsmedier imiterar den naturliga miljön för respektive mikroorganism eller cell, detta för att dess förutsättningar ska vara så lika de naturligt förekommande som möjligt. De tillför även näring till de odlade mikroorganismerna samt cellerna.

## Användningsområden och betydelse
För diagnostik är odlingsmedierna mycket viktiga. Proven odlas på olika substrat och de kolonier som växer fram studeras sedan med hänsyn till bland annat form och struktur samt färg. Forskning inom mikrobiologi inkluderar en hel del cellodlingar och odlingar av mikroorganismer. Genom att studera hur celler och mikroorganismer beter sig samt förökar sig i förhållande till olika faktorer kan man få en uppfattning om hur de fungerar. Deras respektive funktioner kan utnyttjas för olika ändamål, exempelvis till att konstruera nya läkemedel eller för att försöka förutsäga och förhindra nya infektioner från humanvirus. På så sätt utgör substraten mer eller mindre grunden för forskning inom detta område och därmed har de även en grundläggande betydelse för utvecklingen.
Uppfinnandet av fasta näringssubstrat medförde att renodlingar av särskilda bakteriearter blev praktiskt möjliga. Att kunna utvinna en renkultur ur en blandkultur var ett viktigt steg för Koch samt den framtida mikrobiologiska forskningen. Numera kan man ur en blandning av flera mikroorganismer separera de sjukdomsbringande organismerna tack vare fasta medier.

## Framställning
Odling av celler och mikroorganismer som sker utanför deras naturliga zoner kräver en miljö som är så lik den naturliga som möjligt och det är bland annat detta näringssubstraten används för.
Man kan få medier för vävnadsodling antingen genom egen framställning utifrån de enskilda komponenterna, köp av medier i pulverform eller köp av färdiga lösningar. Komplexa medier är mycket billigare att köpa än vad syntetiska medier är. En likhet mellan dessa är att man av dessa två grupper kan bereda både flytande och fasta medier. Vid plattodling används fasta medier och dessa framställer man genom att blanda det inhandlade pulvret med agar, vilket ger Nutrient Agar (NA). Vill man istället ha ett flytande medium byter man ut agar mot vatten, vilket ger Nutrient Broth (NB). Näringsämnet i både NA och NB är en slags köttbuljong. Den teknik man först använde för att transformera flytande näringssubstrat till pulverform, gick ut på att man sprayade ut mediet under tryck och sedan lät det torka tills det blev ett fint pulver. De näringsmedier som uppfyller baskraven vad gäller innehållet av aminosyror, salter, vitaminer och glukos benämns basalmedier.

## Hantering
Odlingsmedierna kan inte bara ge näring åt de avsedda odlingsföremålen utan även till andra mikroorganismer. Odlingar och odlingssubstrat kan lätt råka ut för kontaminering. För att förhindra kontamination tillämpas sterilteknik vid sterilisering av de material samt den arbetsyta som används. Genom kemoterapi kan man kontrollera den koloniala tillväxten. Men det är inte enbart med cidala preparat och bakteriostatiska preparat som man kan reglera kolonierna. Andra faktorer tillsammans med själva odlingsmediet spelar också en väsentlig roll. Förr eller senare kommer näringsämnena i mediet att ta slut och såvida det inte tillförs någon ny näring till cellerna eller mikroorganismerna kommer antalet att minska för att sedan dö ut. Detta enligt den bakteriella tillväxtkurvan.